# Chrysoexorista nigricauda
Chrysoexorista nigricauda là một loài ruồi trong họ Tachinidae.